# Ormond-by-the-Sea
Ormond-by-the-Sea es un lugar designado por el censo ubicado en el condado de Volusia en el estado estadounidense de Florida. En el Censo de 2010 tenía una población de 7.406 habitantes y una densidad poblacional de 1.419,8 personas por km².

## Geografía
Ormond-by-the-Sea se encuentra ubicado en las coordenadas 29°20′36″N 81°4′7″O / 29.34333, -81.06861. Según la Oficina del Censo de los Estados Unidos, Ormond-by-the-Sea tiene una superficie total de 5.22 km², de la cual 5.21 km² corresponden a tierra firme y (0.15%) 0.01 km² es agua.

## Demografía
Según el censo de 2010, había 7.406 personas residiendo en Ormond-by-the-Sea. La densidad de población era de 1.419,8 hab./km². De los 7.406 habitantes, Ormond-by-the-Sea estaba compuesto por el 96.92% blancos, el 0.82% eran afroamericanos, el 0.3% eran amerindios, el 0.58% eran asiáticos, el 0.07% eran isleños del Pacífico, el 0.55% eran de otras razas y el 0.76% pertenecían a dos o más razas. Del total de la población el 3.35% eran hispanos o latinos de cualquier raza.